# 連格
連格（1538年—？），字孟式，河南開封府禹州人，軍籍，明朝政治人物。

## 生平
嘉靖四十三年（1564年）甲子科河南鄉試第二十一名，萬曆五年（1577年）丁丑科會試第一百六十六名，登三甲第二百零六名進士。授大同縣知縣，十一年八月考選廣東道御史，议恤边民，乞减常赋十之二三，以固藩篱。十五年巡按福建，丁憂歸。十七年三月復除江西道，巡按陕西，二十二年四月升大理寺右寺丞，六月轉左，二十三年九月升本寺右少卿，二十四年二月轉左少卿，二十五年二月因病乞歸。

## 家族
曾祖連昂；祖父連吉，曾任典史；父連泮。母李氏。永感下。弟連標。